# ナセル (航空機の構成要素)

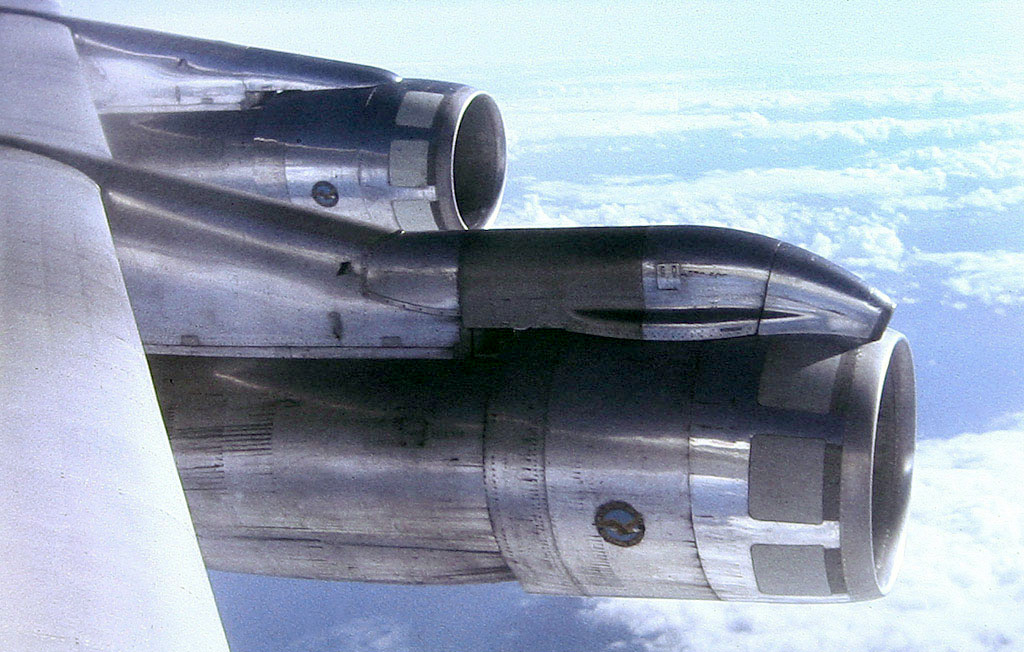
ボーイング707のナセル内に格納されたエンジン

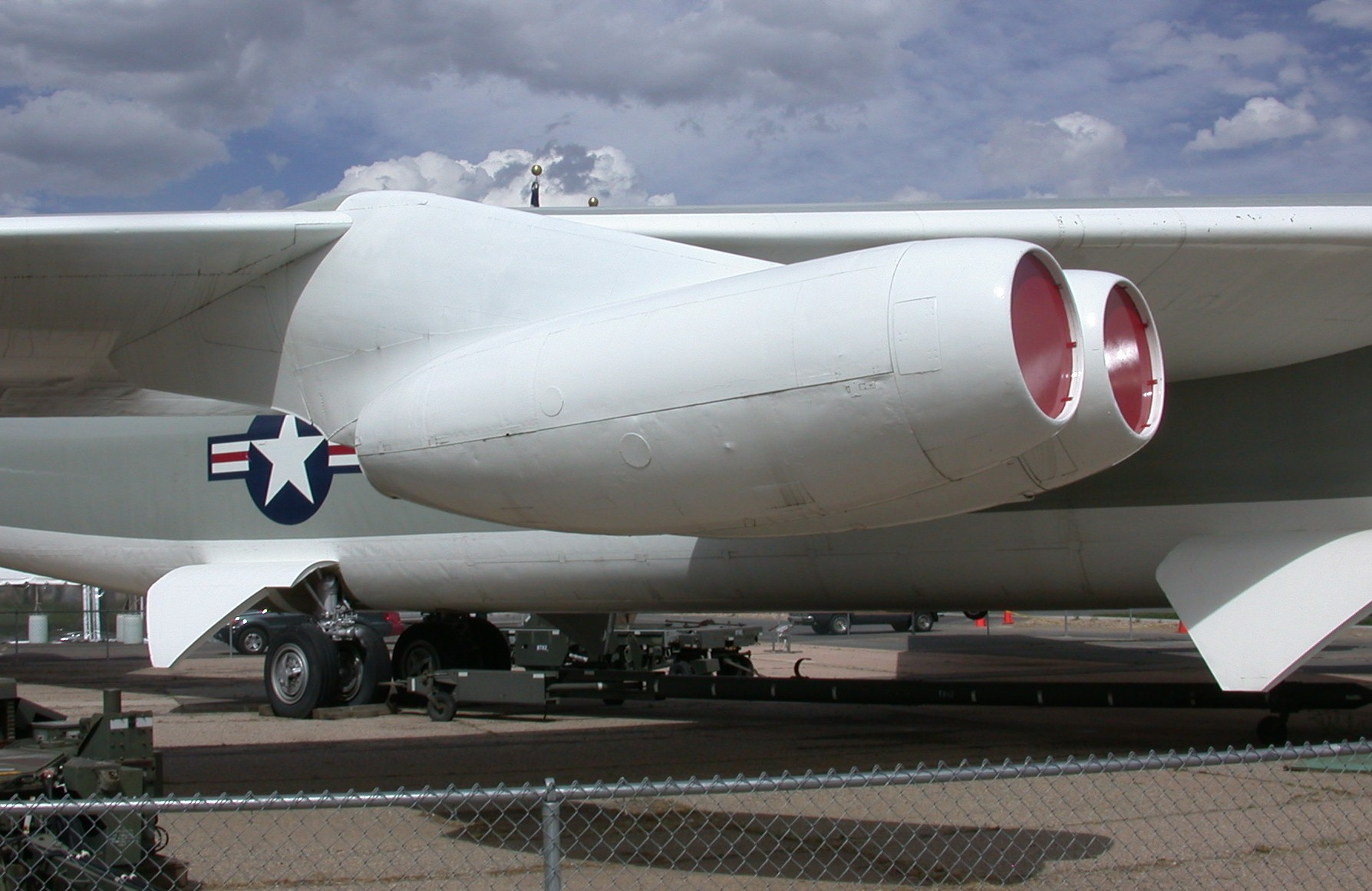
B-52ストラトフォートレスのナセル

ナセル（英語：Nacelle）とは、航空機のエンジン、燃料または搭載機器を保持するため、機体から分離して設けられる筐体である。推進式航空機の一部やP-38 ライトニングのように、ナセル内にコックピットが収納され、通常は機体が有する機能を受け持つ場合もある。ナセルの形状は空気力学を考慮した設計でなければならない。

## その他の用法
- 風力原動機の発電機およびギアボックスを収納し、ローターシャフトを保持する筐体[2]。英語版も参照。
- 「スタートレック」シリーズの「U.S.S.ディスカバリー」のワープナセル

## 語源
航空用語には、フランス語を語源とするものが多い。nacelle(fr)(en)も「小舟」を意味するフランス語である。